# زيغمار غابرييل
زيغمار غابرييل (بالألمانية: Sigmar Gabriel)‏ (مواليد 12 أيلول 1959) سياسي ألماني تولى منصب وزير الخارجية منذ 27 كانون الثاني 2017 وشغل منصب الوزير الاتحادي للشؤون الاقتصادية والطاقة منذ17 كانون الأول 2013 لغاية 27 كانون الثاني 2017 ومنذ عام 2013 يشغل منصب نائب المستشار الألماني السابع عشر. منذ عام 2009 أصبح رئيس الحزب الديمقراطي الاجتماعي (SPD). وكان وزير البيئة في الفترة من 2005 إلى 2009. من 1999-2003 غابرييل كان رئيس وزراء ولاية سكسونيا السفلى ‏ التاسع.
معروف بكونه من الجناح الليبرالي في الحزب الديمقراطي الاشتراكي، الذي يشترك في العديد من أوجه التشابه مع حزب العمال الجديد لطوني بلير والأحزاب الاشتراكية الديمقراطية الإسكندنافية.

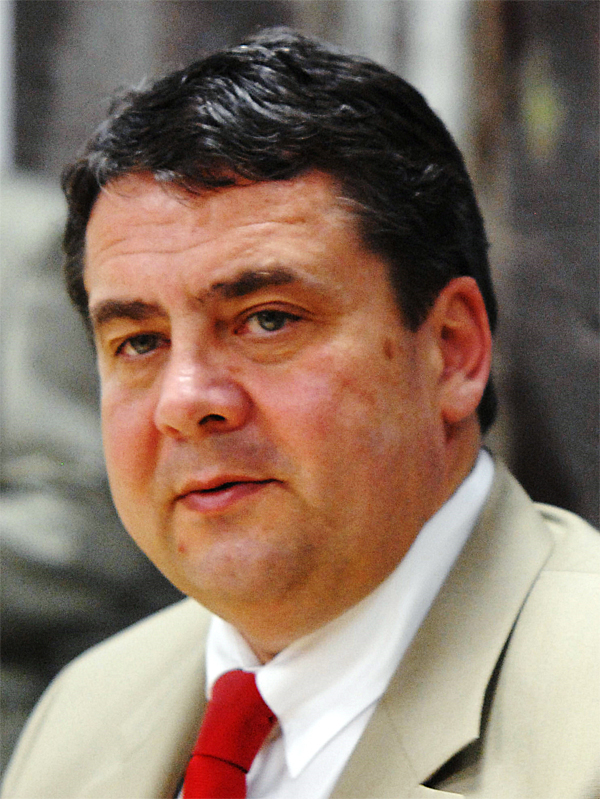
زيغمار غابريل

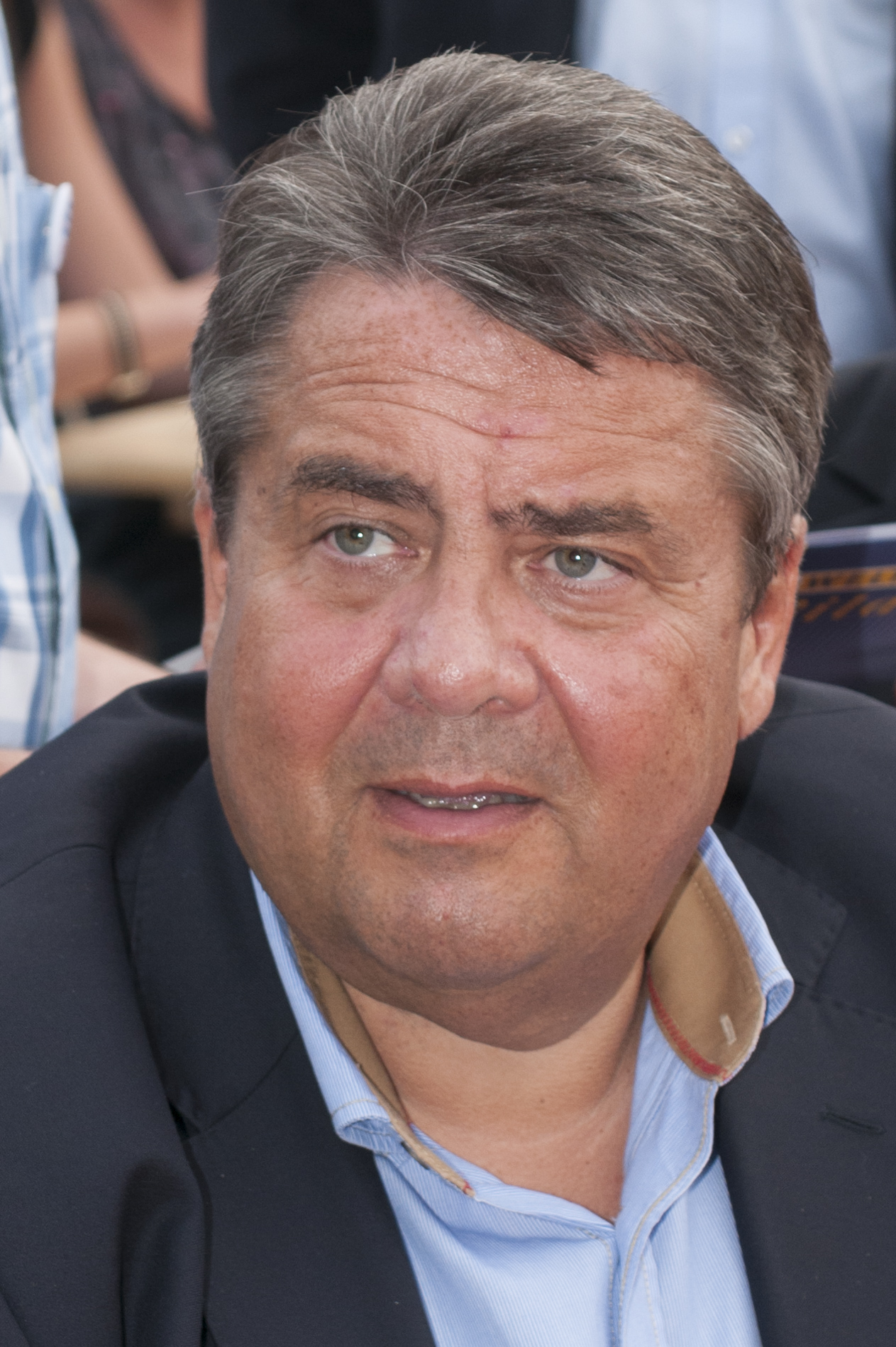
زيغمار غابريل

## روابط خارجية
- زيغمار غابرييل على موقع مونزينجر (الألمانية)